# Primavera, Chile
Primavera este o comună din provincia Tierra del Fuego, regiunea Magallanes, Chile, cu o populație de 545 locuitori (2012) și o suprafață de 4614,2 km2.